# Finale della Coppa dei Campioni 1966-1967 (hockey su pista)
La finale della 2ª edizione della Coppa dei Campioni fu disputata in gara d'andata e ritorno tra gli spagnoli del Reus Deportiu e gli italiani del Monza. Con il punteggio complessivo di 9 a 6 fu il Reus Deportiu ad aggiudicarsi per la prima volta nella storia il trofeo.

## Le squadre
| Squadre       | Partecipazioni precedenti (il grassetto indica la vittoria) |
| ------------- | ----------------------------------------------------------- |
| Monza         | 1966                                                        |
| Reus Deportiu | Nessuna                                                     |

## Il cammino verso la finale
Il Reus Deportiu eliminò ai quarti di finale i portoghesi del Barreiro con il punteggio complessivo di 7 a 1 (3-1 all'andata e 4-0 al ritorno) per poi sconfiggere in semifinale i detentori del trofeo del Voltregà. Il Monza invece eliminò gli svizzeri del Montreux ai quarti di finale e i francesi del Coutras in semifinale.

## Tabellini

### Andata
| Monza 2 maggio 1967 | Monza | 3 – 3 | Reus Deportiu | Pista di via Boccaccio |

| Monza       |  |                     |
|             |  |                     |
| P           |  | Raffaele Piazza     |
| E           |  | Gualtiero Bortolini |
| E           |  | Cesare Bosisio      |
| E           |  | Sergio Franchi      |
| E           |  | Emilio Levati       |
| E           |  | Filippo Maiocchi    |
| E           |  | Giuseppe Pessina    |
| E           |  | Marco Villa         |
| P           |  | Giampaolo Motta     |
| Allenatore: |  |                     |
| Bruno Bolis |  |                     |

| Reus Deportiu |  |                    |
|               |  |                    |
| P             |  | Santiago Garcia    |
| E             |  | Oriol Prats        |
| E             |  | Jose Rabassa       |
| E             |  | Joan Sabater       |
| E             |  | Salvador Salvat    |
| E             |  | Joaquin Vilallonga |
| E             |  | Juan Vilallonga    |
| Allenatore:   |  |                    |
| Andres Borras |  |                    |

### Ritorno
| Reus 15 maggio 1967 | Reus Deportiu | 6 – 3 | Monza |  |

| Reus Deportiu |  |                    |
|               |  |                    |
| P             |  | Santiago Garcia    |
| E             |  | Oriol Prats        |
| E             |  | Jose Rabassa       |
| E             |  | Joan Sabater       |
| E             |  | Salvador Salvat    |
| E             |  | Joaquin Vilallonga |
| E             |  | Juan Vilallonga    |
| Allenatore:   |  |                    |
| Andres Borras |  |                    |

| Monza       |  |                     |
|             |  |                     |
| P           |  | Raffaele Piazza     |
| E           |  | Gualtiero Bortolini |
| E           |  | Cesare Bosisio      |
| E           |  | Sergio Franchi      |
| E           |  | Emilio Levati       |
| E           |  | Filippo Maiocchi    |
| E           |  | Giuseppe Pessina    |
| E           |  | Marco Villa         |
| P           |  | Giampaolo Motta     |
| Allenatore: |  |                     |
| Bruno Bolis |  |                     |